# Робин Дехарт
Робин Дехарт (на английски: Robyn DeHart) е американска писателка на бестселъри в жанра исторически любовен роман.

## Биография и творчество
Робин Ратлиф Дехарт е родена на 22 май 1974 г. в Остин, Тексас, САЩ. Най-малката от три деца. Отраства в Централен Тексас. Още като тийнейджър започва да пише поезия и разкази. Работи на временни работни места като административен сътрудник и преподавател по начално компютърно обучение.
Завършва колеж с бакалавърска степен по социология. Учи творческо писане в курс при писателката Памела Морси.
Омъжва се за Пол Дехарт, преподавател по политически науки в университета. Имат две дъщери.
Първият ѝ любовен роман „Courting Claudia“ е публикуван през 2005 г. Книгата става бестселър и е номинирана за най-добър първи роман.
В следващите години пише няколко поредици, чиито сюжети са разположени в регентската и викторианската епоха.
Робин Дехарт живее със семейството си в Сан Маркос, Тексас.

## Произведения

### Самостоятелни романи
- Courting Claudia (2005)

### Серия „Дамско аматьорско детективско общество“ (Ladies' Amateur Sleuth Society)
1. A Study in Scandal (2006)
2. Deliciously Wicked (2006)
3. Tempted at Every Turn (2007)

### Серия „Легендарни ловци“ (Legend Hunters)
1. Seduce Me (2009)
2. Desire Me (2010)
3. Treasure Me (2011)

### Серия „Забранена любов“ (Forbidden love)
1. A Little Bit Wicked (2012)
2. A Little Bit Sinful (2013)
3. A Little Bit Scandalous (2013)

### Серия „Опасни връзки“ (Dangerous Liaisons)
1. The Secrets of Mia Danvers (2013)
2. Temptations of Anna Jacobs (2014)

### Серия „Маскирани любовници“ (Masquerading Mistresses)
1. No Ordinary Mistress (2014)
2. For Her Spy Only (2014)
3. Misadventures in Seduction (2014)

### Серия „Братството на меча“ (Brotherhood of The Sword)
1. Undercover with the Earl (2015)

### Новели
- Her Gentleman Thief (2011)
Нейният разбойник, фен-превод